# Dicranomyia subdidyma
Dicranomyia subdidyma là một loài ruồi trong họ Limoniidae. Chúng phân bố ở miền Cổ bắc.